# 歸德州 (銀州)
歸德州是唐代安置党項羌所置的羁糜州，武則天聖歷二年又安置吐谷渾降人於此，開元五年（717年），論弓仁兼任歸德州都督，寄治銀州界。當在今宁夏回族自治区東南境。